# Natalja Igorewna Orechowa
Natalja Igorewna Orechowa (russisch Наталья Игоревна Орехова; bei der FIS nach englischer Transkription Natalia Orekhova; * 28. November 1972 in Moskau) ist eine ehemalige russische Freestyle-Skierin. Sie startete in allen Disziplinen und hatte ihre Stärken im Aerials (Springen) und in der Kombination. Bei den Weltmeisterschaften 1993 gewann sie die Silbermedaille in der Kombination, im Weltcup gelangen ihr sieben Siege.

## Biografie
Natalja Orechowa gab am 5. Januar 1990 ihr Debüt im Freestyle-Skiing-Weltcup. Nur zwei Tage später gelang ihr als Dritter in der Kombination am Mont Gabriel der erste Podestplatz. Nachdem sie ausschließlich in der Kombination weitere Spitzenplätze belegt hatte, gewann sie im Dezember 1992 in Tignes ihren ersten Aerials-Weltcup. Mit einem Kombinationssieg in Piancavallo und einem weiteren Podestplatz reiste sie als Mitfavoritin zu ihren ersten Weltmeisterschaften in Altenmarkt-Zauchensee. Dort gewann sie hinter Katherina Kubenk die Silbermedaille in der Kombination.
Ihre stärkste Saison hatte Orechowa im Winter 1993/94. Dank zweier Kombinationssiege in Breckenridge und Le Relais erreichte sie als Dritte der Disziplinenwertung ein Karrierehoch. In der Weltcup-Gesamtwertung musste sie sich nur Kristean Porter geschlagen geben. Außerdem gelang ihr mit Rang drei in Tignes ihr einziger Podestplatz im Ballett. Bei den Olympischen Winterspielen von Lillehammer, wo ihre Spezialdisziplin Aerials erstmals offiziell ausgetragen wurde, belegte sie Rang zwölf. In der folgenden Saison konnte sie erneut zwei Weltcupsiege verbuchen, fiel jedoch in allen Wertungen zurück. Bei den Weltmeisterschaften in La Clusaz verpasste sie als Kombinationsvierte nur knapp einen weiteren Medaillengewinn.
In den Jahren danach beschränkte sich Orechowa auf die Disziplin Aerials, konnte aber nicht mehr an frühere Erfolge anknüpfen. Nach Rang fünf bei den Weltmeisterschaften in Iizuna Kōgen kam sie bei den Olympischen Spielen am selben Ort nicht über Rang 22 hinaus. Im Rahmen ihrer letzten Weltmeisterschaften in Meiringen-Hasliberg wurde sie Neunte. Mehr als vier Jahre nach ihrem letzten Sieg feierte sie Anfang Dezember 1999 ihren siebenten und finalen Weltcupsieg. Nach den Olympischen Spielen von Salt Lake City, wo sie noch einmal Platz sieben belegte, beendete Orechowa ihre aktive Laufbahn.

## Erfolge

### Olympische Spiele
- Lillehammer 1994: 12. Aerials
- Nagano 1998: 22. Aerials
- Salt Lake City 2002: 7. Aerials

### Weltmeisterschaften
- Altenmarkt-Zauchensee 1993: 2. Kombination, 11. Ballett, 14. Aerials, 22. Moguls
- La Clusaz 1995: 4. Kombination, 11. Aerials, 11. Ballett
- Nagano 1997: 5. Aerials
- Meiringen-Hasliberg 1999: 9. Aerials

### Weltcupwertungen
| Saison  | Gesamt | Gesamt | Aerials | Aerials | Moguls | Moguls | Ballett | Ballett | Kombination | Kombination |
| Saison  | Platz  | Punkte | Platz   | Punkte  | Platz  | Punkte | Platz   | Punkte  | Platz       | Punkte      |
| ------- | ------ | ------ | ------- | ------- | ------ | ------ | ------- | ------- | ----------- | ----------- |
| 1991/92 | 63.    | 1      | 25.     | 1       | –      | –      | –       | –       | 8.          | 4           |
| 1992/93 | 5.     | 104    | 9.      | 444     | 39.    | 60     | 24.     | 184     | 5.          | 472         |
| 1993/94 | 2.     | 154    | 6.      | 596     | 39.    | 52     | 7.      | 588     | 3.          | 672         |
| 1994/95 | 4.     | 128    | 12.     | 512     | 39.    | 44     | 15.     | 404     | 4.          | 476         |
| 1995/96 | 21.    | 76     | 8.      | 688     | –      | –      | –       | –       | –           | –           |
| 1996/97 | 25.    | 72     | 10.     | 576     | –      | –      | –       | –       | –           | –           |
| 1997/98 | 18.    | 79     | 7.      | 556     | –      | –      | –       | –       | –           | –           |
| 1999/00 | 26.    | 59     | 14.     | 236     | –      | –      | –       | –       | –           | –           |
| 2000/01 | 42.    | 38     | 21.     | 152     | –      | –      | –       | –       | –           | –           |
| 2001/02 | 16.    | 71     | 7.      | 356     | –      | –      | –       | –       | –           | –           |

### Weltcupsiege
Orechowa errang im Weltcup 34 Podestplätze, davon 7 Siege:
| Datum             | Ort          | Land       | Disziplin   |
| ----------------- | ------------ | ---------- | ----------- |
| 11. Dezember 1992 | Tignes       | Frankreich | Aerials     |
| 19. Dezember 1992 | Piancavallo  | Italien    | Kombination |
| 16. Januar 1994   | Breckenridge | USA        | Kombination |
| 30. Januar 1994   | Le Relais    | Kanada     | Kombination |
| 17. Dezember 1994 | Tignes       | Frankreich | Kombination |
| 5. März 1995      | Lillehammer  | Norwegen   | Kombination |
| 4. Dezember 1999  | Blackcomb    | Kanada     | Aerials     |

### Europacup
- 1 Sieg:

| Datum            | Ort   | Land     | Disziplin |
| ---------------- | ----- | -------- | --------- |
| 18. Februar 2001 | Himos | Finnland | Aerials   |